# 芬兰空军
芬蘭空軍（FAF/FiAF），為芬蘭國防軍三大軍種之一。其主要任務是捍衛領空及監察空域，戰時更擔任防空作戰。另外會擔當訓練軍隊及維持晝夜警報的角色。 就獨立空軍而言，芬蘭亦為歷史最悠久之一。其空軍可追溯到1918年陸軍航空隊之成立。

## 編制
芬蘭空軍下分三個司令部，負責芬蘭領空警戒及防空作戰任務。另設有空軍學院，負責訓練空軍各路人才，例如電子作戰、後勤維修、指揮作戰等。
- 空軍總司令部 (蒂卡科斯基（英语：Tikkakoski）) [5]

空軍總司令部主要負責協調芬蘭國內海軍、陸軍、邊防部隊等部門的聯合行動。另外擔當芬蘭空軍與國際社會合作的角色，以及調配資源予各空軍部隊等。總司令部內劃分為多個部門，包括行政管理部、物流部、行動部及作戰中心等。
當中空軍作戰中心(AOC)與其他部門一樣，都是隸屬於總參謀長之下。其主要任務是執行最高等空防指揮行動、監察及守護領空。
- 拉普蘭空軍司令部 (羅瓦涅米) [6]

拉普蘭司令部主要負責芬蘭北部領空防禦，覆蓋拉普蘭、北博滕及凱努地區。
- 薩塔昆塔空軍司令部 (坦佩雷-皮爾卡拉) [7]

薩塔昆塔司令部主要負責芬蘭南部及西南部領空防禦。
- 卡累利阿空軍司令部 (庫奧皮奧) [8]

卡累利阿司令部負責芬蘭東部領空防禦，其主要空軍基地位於庫奧皮奧20公里外的Rissala。
- 空軍學院 (蒂卡科斯基（英语：Tikkakoski）) [9]

空軍學院負責訓練空軍現役、預備役及徵兵入伍的官兵。當中提供各類專業訓練，包括電子作戰、作戰指揮、後勤保養等範疇。

## 裝備
現時芬蘭空軍主力為F/A-18C及D型黃蜂式戰鬥機，運輸機及訓練機為主。2015年10月20日，芬蘭國防部宣佈展開HX計劃，五年內揀選新一代戰鬥機取代現役60餘架 F/A-18C/D戰鬥攻擊機。  國防部对五款戰鬥機作了評估，包括：JAS-39E/F獅鷲戰鬥機、陣風戰鬥機、颱風戰鬥機、F/A-18E/F超級大黃蜂式打擊戰鬥機、F-35A閃電II戰鬥機。當局預計2025年起汰除現役F-18C/D戰機，並於隨後15年內完成替換。。2021年12月在評估多家廠商提案後，選擇美軍火商洛克希德馬汀生產的F-35戰鬥機，預計採購64架，總金額94億美元。 
| 機型                      | 照片       | 生產國     | 數量             |            |            |            |
| 多用途戰機                | 多用途戰機 | 多用途戰機 | 多用途戰機       | 多用途戰機 | 多用途戰機 | 多用途戰機 |
| ------------------------- | ---------- | ---------- | ---------------- | ---------- | ---------- | ---------- |
| F/A-18C/D黃蜂式戰鬥攻擊機 |            | 美国       | C型:55架 D型:7架 |            |            |            |
| F-35A閃電II戰鬥機         |            | 美国       | 0架（訂購64架）  |            |            |            |
| 電子作戰機                |            |            |                  |            |            |            |
| 里爾35A/S電子作戰機       |            | 美国       | 3架              |            |            |            |
| 運輸機                    |            |            |                  |            |            |            |
| C-295M運輸機              |            | 西班牙     | 16架             |            |            |            |
| 福克F27 400M運輸機        |            | 荷蘭       | 1架              |            |            |            |
| 皮拉圖斯PC-12NG運輸機     |            | 瑞士       | 6架              |            |            |            |
| 教練機                    |            |            |                  |            |            |            |
| Mk51/Mk51A鷹式教練機      |            | 英国       | 8架              |            |            |            |
| Mk66鷹式教練機            |            | 英国       | 16架             |            |            |            |
| L-70長春花初級教練機      |            | 芬兰       | 30架             |            |            |            |
| G 115E蒼鷺初級教練機      |            | 德国       | 28架             |            |            |            |

## 外部連結
- 芬蘭空軍官方網站 （页面存档备份，存于） （英文）
- Pictures of Finnish Air Force aircraft at Airliners.net （页面存档备份，存于） （英文）